# Seznam týmů a jezdců na Tour de France 2004
Na startovní listině Tour de France 2004  bylo celkem 189 cyklistů z 21 cyklistických stájí. 91. ročníku Tour de France se účastnili dva čeští cyklisté – Pavel Padrnos (celkově 79. místo), startující za americkou stáj  US Postal - Berry Floor a Jan Hruška (celkově 117. místo), startující za španělskou stáj  Liberty Seguros.
| Číslo | Jezdec                  |
| ----- | ----------------------- |
| 1     | Lance Armstrong (USA)   |
| 2     | José Azevedo (POR)      |
| 3     | Manuel Beltrán (ESP)    |
| 4     | Vjačeslav Jekimov (RUS) |
| 5     | George Hincapie (USA)   |
| 6     | Floyd Landis (USA)      |
| 7     | Benjamín Noval (ESP)    |
| 8     | Pavel Padrnos (CZE)     |
| 9     | José Luis Rubiera (ESP) |

| Číslo | Jezdec                 |
| ----- | ---------------------- |
| 11    | Jan Ullrich (GER)      |
| 12    | Rolf Aldag (GER)       |
| 13    | Santiago Botero (COL)  |
| 14    | Giuseppe Guerini (ITA) |
| 15    | Sergej Ivanov (RUS)    |
| 16    | Matthias Kessler (GER) |
| 17    | Andreas Klöden (GER)   |
| 18    | Daniele Nardello (ITA) |
| 19    | Erik Zabel (GER)       |

| Číslo | Jezdec                       |
| ----- | ---------------------------- |
| 21    | Tyler Hamilton (USA)         |
| 22    | Martin Elmiger (SUI)         |
| 23    | Santos González (ESP)        |
| 24    | Bert Grabsch (GER)           |
| 25    | José Enrique Gutiérrez (ESP) |
| 26    | Nicolas Jalabert (FRA)       |
| 27    | Óscar Pereiro (ESP)          |
| 28    | Santiago Pérez (ESP)         |
| 29    | Óscar Sevilla (ESP)          |

| Číslo | Jezdec                 |
| ----- | ---------------------- |
| 31    | Iban Mayo (ESP)        |
| 32    | Iker Camaño (ESP)      |
| 33    | David Etxebarria (ESP) |
| 34    | Unai Etxebarria (VEN)  |
| 35    | Iker Flores (ESP)      |
| 36    | Iñigo Landaluze (ESP)  |
| 37    | Egoi Martínez (ESP)    |
| 38    | Haimar Zubeldia (ESP)  |
| 39    | Gorka González (ESP)   |

| Číslo | Jezdec                    |
| ----- | ------------------------- |
| 41    | Alessandro Petacchi (ITA) |
| 42    | Marzio Bruseghin (ITA)    |
| 43    | Fabian Cancellara (SUI)   |
| 44    | Juan Antonio Flecha (ESP) |
| 45    | Aitor González (ESP)      |
| 46    | Kim Kirchen (LUX)         |
| 47    | Filippo Pozzato (ITA)     |
| 48    | Matteo Tosatto (ITA)      |
| 49    | Marco Velo (ITA)          |

| Číslo | Jezdec                  |
| ----- | ----------------------- |
| 51    | Christophe Moreau (FRA) |
| 52    | Alexandr Bočarov (RUS)  |
| 53    | Julian Dean (NZL)       |
| 54    | Pierrick Fédrigo (FRA)  |
| 55    | Patrice Halgand (FRA)   |
| 56    | Sébastien Hinault (FRA) |
| 57    | Thor Hushovd (NOR)      |
| 58    | Sébastien Joly (FRA)    |
| 59    | Benoît Salmon (FRA)     |

| Číslo | Jezdec                  |
| ----- | ----------------------- |
| 61    | Ivan Basso (ITA)        |
| 62    | Kurt Asle Arvesen (NOR) |
| 63    | Michele Bartoli (ITA)   |
| 64    | Bobby Julich (USA)      |
| 65    | Andrea Peron (ITA)      |
| 66    | Jakob Piil (DEN)        |
| 67    | Carlos Sastre (ESP)     |
| 68    | Nicki Sørensen (DEN)    |
| 69    | Jens Voigt (GER)        |

| Číslo | Jezdec                           |
| ----- | -------------------------------- |
| 71    | Francisco Mancebo (ESP)          |
| 72    | Daniel Becke (GER)               |
| 73    | José Vicente García Acosta (ESP) |
| 74    | Iván Gutiérrez (ESP)             |
| 75    | Vladimir Karpec (RUS)            |
| 76    | Děnis Meňšov (RUS)               |
| 77    | Aitor Osa (ESP)                  |
| 78    | Mikel Pradera (ESP)              |
| 79    | Xabier Zandio (ESP)              |

| Číslo | Jezdec                 |
| ----- | ---------------------- |
| 81    | Georg Totschnig (AUT)  |
| 82    | René Haselbacher (AUT) |
| 83    | Danilo Hondo (GER)     |
| 84    | Sebastian Lang (GER)   |
| 85    | Sven Montgomery (SUI)  |
| 86    | Uwe Peschel (GER)      |
| 87    | Ronny Scholz (GER)     |
| 88    | Fabian Wegmann (GER)   |
| 89    | Peter Wrolich (AUT)    |

| Číslo | Jezdec                    |
| ----- | ------------------------- |
| 91    | Stuart O'Grady (AUS)      |
| 92    | Frédéric Bessy (FRA)      |
| 93    | Jimmy Casper (FRA)        |
| 94    | Christophe Edaleine (FRA) |
| 95    | Jimmy Engoulvent (FRA)    |
| 96    | Dmitrij Fofonov (KAZ)     |
| 97    | David Moncoutié (FRA)     |
| 98    | Janek Tombak (EST)        |

| Číslo | Jezdec                    |
| ----- | ------------------------- |
| 101   | Richard Virenque (FRA)    |
| 102   | Paolo Bettini (ITA)       |
| 103   | Tom Boonen (BEL)          |
| 104   | Davide Bramati (ITA)      |
| 105   | Laurent Dufaux (SUI)      |
| 106   | Servais Knaven (NED)      |
| 107   | Juan Miguel Mercado (ESP) |
| 108   | Michael Rogers (AUS)      |
| 109   | Stefano Zanini (ITA)      |

| Číslo | Jezdec                          |
| ----- | ------------------------------- |
| 111   | Roberto Heras (ESP)             |
| 112   | Dariusz Baranowski (POL)        |
| 113   | Allan Davis (AUS)               |
| 114   | Igor González de Galdeano (ESP) |
| 115   | Jan Hruška (CZE)                |
| 116   | Isidro Nozal (ESP)              |
| 117   | Marcos Serrano (ESP)            |
| 118   | Christian Vande Velde (USA)     |
| 119   | Ángel Vicioso (ESP)             |

| Číslo | Jezdec                 |
| ----- | ---------------------- |
| 121   | Sylvain Chavanel (FRA) |
| 122   | Walter Bénéteau (FRA)  |
| 123   | Anthony Charteau (FRA) |
| 124   | Maryan Hary (FRA)      |
| 125   | Laurent Lefèvre (FRA)  |
| 126   | Jérôme Pineau (FRA)    |
| 127   | Franck Rénier (FRA)    |
| 128   | Didier Rous (FRA)      |
| 129   | Thomas Voeckler (FRA)  |

| Číslo | Jezdec                     |
| ----- | -------------------------- |
| 131   | Magnus Bäckstedt (SWE)     |
| 132   | Fabio Baldato (ITA)        |
| 133   | Alessandro Bertolini (ITA) |
| 134   | Pietro Caucchioli (ITA)    |
| 135   | Martin Hvastija (SLO)      |
| 136   | Marcus Ljungqvist (SWE)    |
| 137   | Claus Michael Møller (DEN) |
| 138   | Andrea Noè (ITA)           |
| 139   | Scott Sunderland (AUS)     |

| Číslo | Jezdec                   |
| ----- | ------------------------ |
| 141   | Laurent Brochard (FRA)   |
| 142   | Mikel Astarloza (ESP)    |
| 143   | Samuel Dumoulin (FRA)    |
| 144   | Stéphane Goubert (FRA)   |
| 145   | Jaan Kirsipuu (EST)      |
| 146   | Jurij Krivcov (UKR)      |
| 147   | Jean-Patrick Nazon (FRA) |
| 148   | Nicolas Portal (FRA)     |
| 149   | Mark Scanlon (IRL)       |

| Číslo | Jezdec                  |
| ----- | ----------------------- |
| 151   | Levi Leipheimer (USA)   |
| 152   | Michael Boogerd (NED)   |
| 153   | Bram de Groot (NED)     |
| 154   | Erik Dekker (NED)       |
| 155   | Karsten Kroon (NED)     |
| 156   | Marc Lotz (NED)         |
| 157   | Grischa Niermann (GER)  |
| 158   | Michael Rasmussen (DEN) |
| 159   | Marc Wauters (BEL)      |

| Číslo | Jezdec                  |
| ----- | ----------------------- |
| 161   | Bradley McGee (AUS)     |
| 162   | Sandy Casar (FRA)       |
| 163   | Baden Cooke (AUS)       |
| 164   | Carlos Da Cruz (FRA)    |
| 165   | Bernhard Eisel (AUT)    |
| 166   | Frédéric Guesdon (FRA)  |
| 167   | Christophe Mengin (FRA) |
| 168   | Jean-Cyril Robin (FRA)  |
| 169   | Matthew Wilson (AUS)    |

| Číslo | Jezdec                    |
| ----- | ------------------------- |
| 171   | Gilberto Simoni (ITA)     |
| 172   | Stefano Casagranda (ITA)  |
| 173   | Mirko Celestino (ITA)     |
| 174   | Salvatore Commesso (ITA)  |
| 175   | Gerrit Glomser (AUT)      |
| 176   | David Loosli (SUI)        |
| 177   | Jörg Ludewig (GER)        |
| 178   | Jevgenij Petrov (RUS)     |
| 179   | Marius Sabaliauskas (LTU) |

| Číslo | Jezdec                  |
| ----- | ----------------------- |
| 181   | Robbie McEwen (AUS)     |
| 182   | Christophe Brandt (BEL) |
| 183   | Nick Gates (AUS)        |
| 184   | Thierry Marichal (BEL)  |
| 185   | Axel Merckx (BEL)       |
| 186   | Koos Moerenhout (NED)   |
| 187   | Wim Vansevenant (BEL)   |
| 188   | Rik Verbrugghe (BEL)    |
| 189   | Aart Vierhouten (NED)   |

| Číslo | Jezdec                    |
| ----- | ------------------------- |
| 191   | Mario Cipollini (ITA)     |
| 192   | Gian Matteo Fagnini (ITA) |
| 193   | Massimo Giunti (ITA)      |
| 194   | Sergio Marinangeli (ITA)  |
| 195   | Massimiliano Mori (ITA)   |
| 196   | Michele Scarponi (ITA)    |
| 197   | Francesco Secchiari (ITA) |
| 198   | Filippo Simeoni (ITA)     |
| 199   | Paolo Valoti (ITA)        |

| Číslo | Jezdec                   |
| ----- | ------------------------ |
| 201   | Christophe Rinero (FRA)  |
| 202   | Guillaume Auger (FRA)    |
| 203   | Pierre Bourquenoud (SUI) |
| 204   | Gilles Bouvard (FRA)     |
| 205   | Sylvain Calzati (FRA)    |
| 206   | Frédéric Finot (FRA)     |
| 207   | Christophe Laurent (FRA) |
| 208   | Ludovic Martin (FRA)     |
| 209   | Eddy Seigneur (FRA)      |